# Centullus III van Bigorre
Centullus III van Bigorre ook bekend als Centullus van Marsan (overleden in 1178) was van 1163 tot aan zijn dood graaf van Bigorre en burggraaf van Marsan. Hij behoorde tot het huis Marsan.

## Levensloop
Centullus III was de zoon van burggraaf Peter van Marsan en gravin Beatrix II van Bigorre. 
In 1163 volgde hij zijn overleden vader op als graaf van Bigorre en burggraaf van Marsan. Rond 1155 huwde hij met Matella, dochter van heer Raymond I van Baux, weduwe van burggraaf Peter II van Béarn en nicht van graaf Raymond Berengarius IV van Barcelona. Als bruidsschat kreeg Centullus III de Val d'Aran toegewezen. In 1170 moest hij voor het bezit van de Val d'Aran koning Alfons II van Aragón als leenheer huldigen, terwijl hij als graaf van Bigorre en burggraaf van Marsan de vazal was van het hertogdom Aquitanië. In 1171 schonk hij een reeks privileges aan de burgers van Bagnères.
In 1177 ondersteunde hij zijn schoonzoon, burggraaf Peter II van Dax, bij de rebellie tegen hertog Richard Leeuwenhart van Aquitanië. Peter werd hij in zijn burcht van Dax belegerd door Richard Leeuwenhart en vervolgens verdreven. In 1178 werd Centullus door Richard Leeuwenhart gevangengenomen. Door de bemiddeling van Alfons II van Aragón werd hij al snel terug vrijgelaten, maar hij moest wel Clermont en Montbrun aan Aquitanië overhandigen. Hetzelfde jaar stierf Centullus III.

## Nakomelingen
Centullus en zijn echtgenote Matella kregen een dochter:
- Beatrix III (overleden in 1194), gravin van Bigorre en burggravin van Marsan, huwde rond 1177 met burggraaf Peter II van Dax (overleden rond 1180) en in 1180 met graaf Bernard IV van Comminges.